# سید محمود رضوی
سید محمود رضوی (متولد ۳ شهریور ۱۳۵۹ در مشهد) تهیه‌کننده صنعت سینمای ایران است. او تهیه‌کنندگی سینما را با فیلم درباره الی به کارگردانی اصغر فرهادی آغاز کرد.
ورود به سینما را با سرمایه‌گذاری فیلم هفت و پنج دقیقه شروع کرد و پس از آن مشترکاً با اصغر فرهادی تهیه‌کنندگی فیلم دربارهٔ الی را در سال ۱۳۸۷ برعهده گرفت. در سال ۱۳۸۹ فیلم خیابان‌های آرام را تهیه کرد و پس از آن با فیلم‌های سیانور، ماجرای نیمروز و رد خون وارد سینمای سیاسی شد. او در ژانر اجتماعی نیز فیلم‌های دهلیز، دارکوب و لاتاری را ساخته است.

## فعالیت سیاسی
بعد از کاندیدا شدن محمدباقر قالیباف در انتخابات ریاست جمهوری ایران (۱۳۹۶)، سید محمود رضوی به عنوان سرپرست کل تبلیغات ستاد انتخاباتی قالیباف معرفی شد. مستندهای انتخاباتی قالیباف نیز در این دوره از انتخابات با سرپرستی و نظارت وی ساخته شد.
در جریان انتخابات مجلس شورای اسلامی (۱۳۹۹–۱۳۹۸) وی همواره در کنار قالیباف بود و پس از تشکیل دوره یازدهم مجلس شورای اسلامی به عنوان مشاور فرهنگی و هنری رئیس مجلس شورای اسلامی شروع به کار کرد.
سید محمود رضوی و محمد سعید احدیان از همراهان محمد باقر قالیباف در ثبت نام چهاردهمین دوره ریاست‌جمهوری در سالن وزارت کشور بودند.

## فیلم‌شناسی

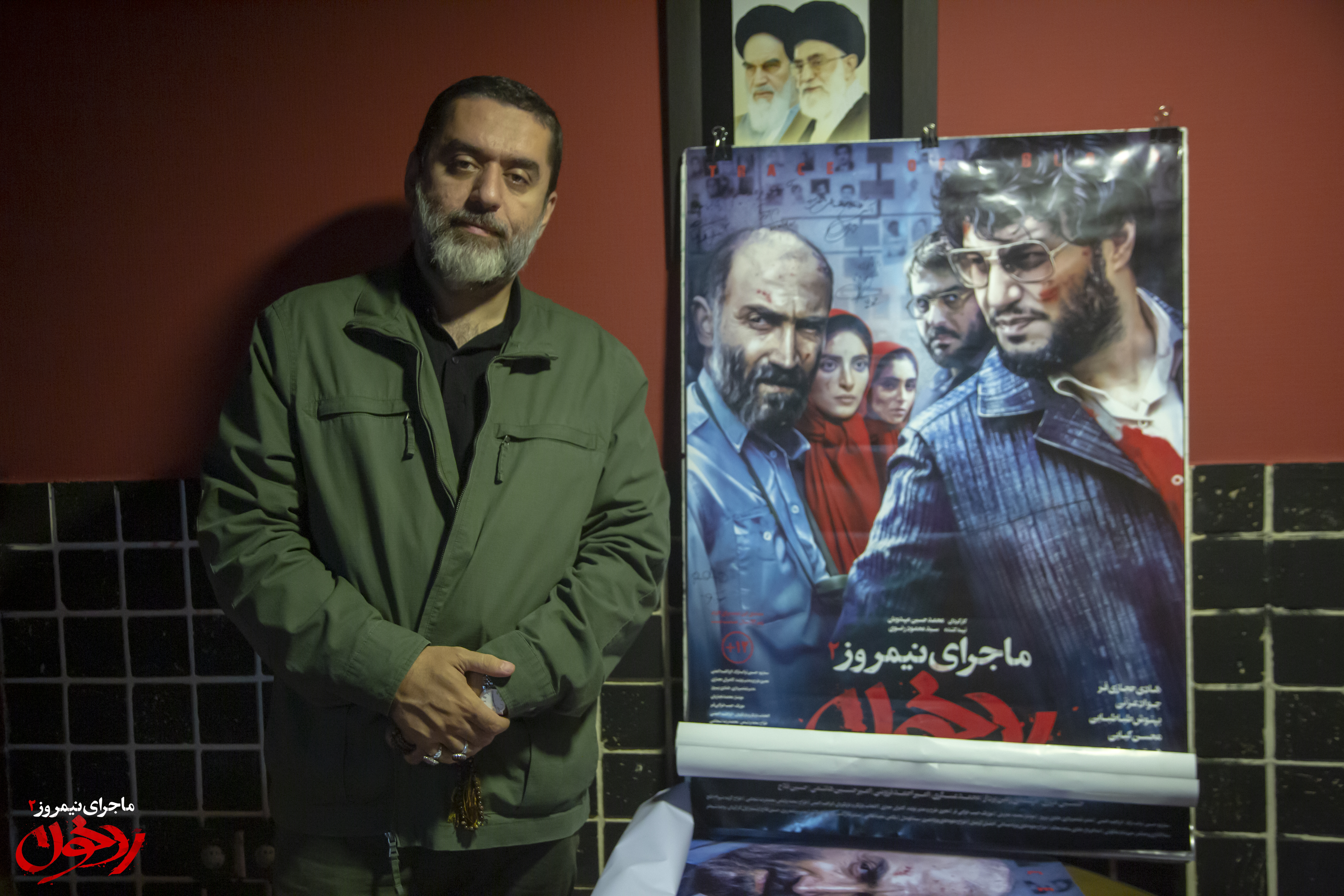
امضاء پوستر فیلم ماجرای نیمروز:ردخون در سینما هویزه مشهد

### تهیه‌کننده
- موسی کلیم‌الله - ۱۴۰۳
- ماجرای نیمروز:ردخون - ۱۳۹۷
- لاتاری - ۱۳۹۶
- دارکوب - ۱۳۹۶
- ماجرای نیمروز - ۱۳۹۵
- خانه‌ای در خیابان چهل و یکم - ۱۳۹۵
- سیانور - ۱۳۹۴
- دلبری - ۱۳۹۳
- معراجی‌ها - ۱۳۹۲
- دهلیز - ۱۳۹۲
- خیابان‌های آرام - ۱۳۸۹
- درباره الی - ۱۳۸۷ (مشترکا با اصغر فرهادی)

### سریال
- نفس گرم - ۱۳۹۴
- پادری - ۱۳۹۴
- معراجی‌ها - ۱۳۹۳
- پرده‌نشین - ۱۳۹۳
- فوق سری-۱۳۹۳
- نون و ریحون۱۳۹۰
- موج و صخره - ۱۳۸۹
- عید امسال - ۱۳۸۸

## جوایز
در سی و یکمین دوره جشنواره فیلم فجر با تهیه‌کنندگی اولین فیلم بلند سینمایی بهروز شعیبی با نام «دهلیز» برنده سیمرغ بلورین بهترین فیلم اول جشنواره شد.
در سی و چهارمین دورهٔ جشنواره فیلم فجر با تهیه‌کنندگی فیلم‌های «سیانور» و «خانه‌ای در خیابان چهل و یکم» حاضر بود. فیلم خانه‌ای در خیابان چهل و یکم نامزد دریافت سیمرغ در بخش نگاه نو بود.
در سی و پنجمین دوره جشنواره فیلم فجر، با تهیه‌کنندگی فیلم «ماجرای نیمروز»، سه سیمرغ بلورین بهترین فیلم، بهترین فیلم از نگاه ملی و بهترین فیلم از نگاه تماشاگران را دریافت کرد. همچنین بهزاد جعفری طادی برای فیلم ماجرای نیمروز برنده سیمرغ بلورین بهترین طراحی صحنه و لباس شده است.
| سال  | جشنواره                           | بخش                           | اثر                        | نتیجه    | جایزه        | منبع  |
| ---- | --------------------------------- | ----------------------------- | -------------------------- | -------- | ------------ | ----- |
| ۱۴۰۳ | چهل و سومین دوره جشنواره فیلم فجر | بهترین فیلم                   | موسی کلیم‌الله: به وقت طلوع | نامزدشده | سیمرغ بلورین | [ ۶ ] |
| ۱۴۰۳ | چهل و سومین دوره جشنواره فیلم فجر | بهترین فیلم از نگاه تماشاگران | موسی کلیم‌الله: به وقت طلوع | نامزدشده | سیمرغ بلورین | [ ۶ ] |